# Paroaria
Paroaria – rodzaj ptaków z rodziny tanagrowatych (Thraupidae).

## Występowanie
Rodzaj obejmuje gatunki występujące w Ameryce Południowej.

## Morfologia
Długość ciała 16,5–19 cm, masa ciała 17–44 g.

## Systematyka

### Etymologia
Tiéguacú paroára – nazwa w języku tupi dla małego żółtego, czerwonego i szarego ptaka. Autor opisu bazował na tekście „Paroare” de Buffona z 1770–1783 roku, wybierając tę określoną część z autochtonicznego Tije guacu paroara, ponieważ tam, gdzie to było możliwe, wolał zachowywać miejscowe nazwy. Brisson w 1760 roku nadał kardynałkowi krasnogłowemu nazwę „Cardinal Dominiquain”, w aluzji do jego czerwonej głowy i czarno-białego upierzenia.

### Podział systematyczny
Do rodzaju należą następujące gatunki:
- Paroaria coronata (J.F. Miller, 1776) – kardynałek czubaty
- Paroaria dominicana (Linnaeus, 1758) – kardynałek krasnogłowy
- Paroaria nigrogenis (Lafresnaye, 1846) – kardynałek czarnouchy
- Paroaria baeri Hellmayr, 1907 – kardynałek rdzawoczelny
- Paroaria gularis (Linnaeus, 1766) – kardynałek czarnogardły
- Paroaria capitata (d’Orbigny, 1837) – kardynałek żółtodzioby